# ادوارد گیر
ادوارد گیر (انگلیسی: Eduard Geyer؛ زادهٔ ۷ اکتبر ۱۹۴۴) بازیکن فوتبال پیشین و مربی فوتبال اهل آلمان است.
از باشگاه‌هایی که در آن بازی کرده‌است می‌توان به باشگاه فوتبال دینامو درسدن و باشگاه فوتبال درسدنر اشاره کرد.
وی همچنین در تیم ملی فوتبال  بازی کرده‌است.